# Военно-транспортная авиация

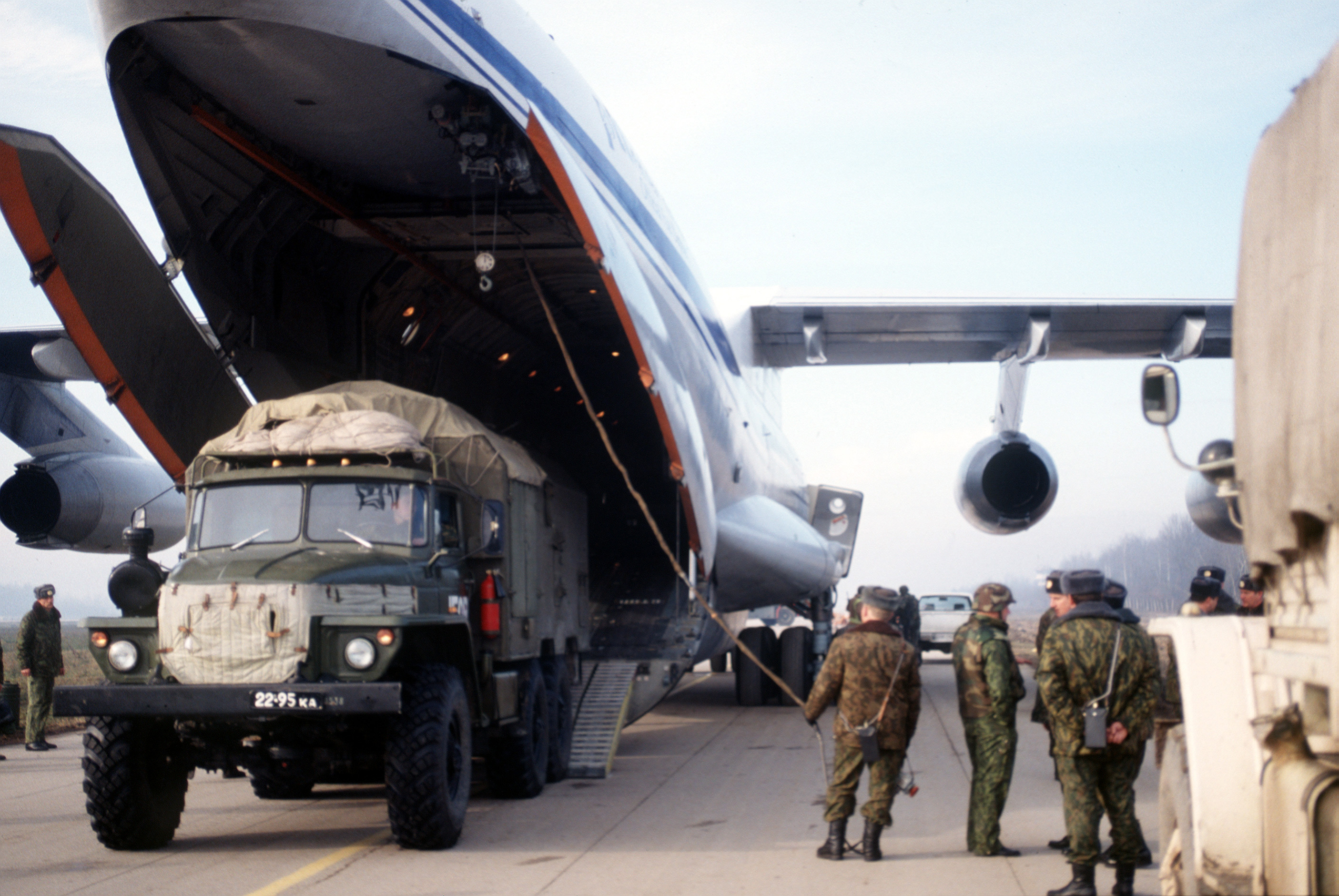
Выгрузка автомобиля Урал-4320 из Ил-76 на аэродроме Тузла в Боснии, январь 1996 года

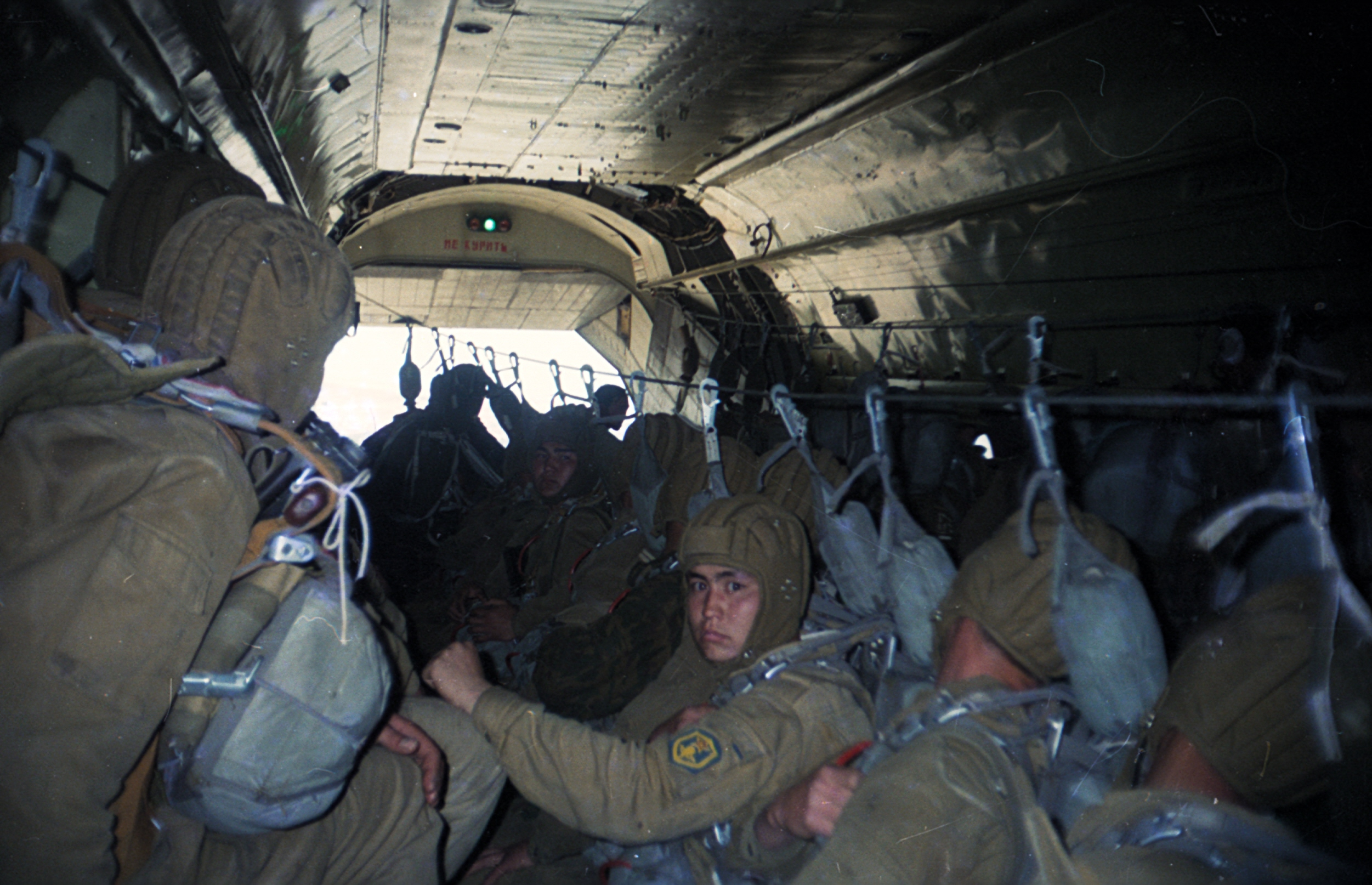
Грузовая кабина самолёта Ан-12. Военнослужащие 35-й десантно-штурмовой бригады ВС Казахстана готовятся к парашютному десантированию в небе над городом Капчагай, май 1996 года

Военно-транспортная авиация — специализированные летательные аппараты (военно-транспортные самолёты и вертолёты), предназначенные для перевозки различных грузов. 
Также ТА может привлекаться для транспортировки людей.
Также транспортные ЛА широко применяются в гражданских целях для перевозки различных грузов, причём для этого применяются как специализированные грузовые самолёты, так и специально переоборудованные для перевозки грузов пассажирские лайнеры. Для стандартизации грузов уже достаточно давно применяются Унифицированные авиационные контейнеры (УАК) различных типоразмеров.

## В России

### в составе ВВС СССР
Ранее в ВС СССР (РККА) ВТА именовалась авиацией особого назначения.
- 18-я гвардейская военно-транспортная авиационная Таганрогская Краснознамённая орденов Суворова и Кутузова дивизия (г. Паневежис, Литовская ССР)
  - 128-й гвардейский военно-транспортный авиационный Ленинградский Краснознамённый полк (г. Паневежис, Литовская ССР)
  - 117-й авиационный Берлинский ордена Кутузова полк радиоэлектронной борьбы (г. Шауляй, Литовская ССР):
  - 600-й военно-транспортный авиационный полк (г. Кедайняй, Литовская ССР)
  - 196-й гвардейский военно-транспортный авиационный Минский полк (г. Тарту, Эстонская ССР)

- 6-я гвардейская военно-транспортная авиационная Запорожская Краснознамённая ордена Богдана Хмельницкого  дивизия (г. Кривой Рог, Украинская ССР)
  - 37-й военно-транспортный авиационный полк;
  - 338-й военно-транспортный авиационный полк;
  - 363-й военно-транспортный авиационный Черкасский орденов Суворова и Богдана Хмельницкого полк.

- 7-я военно-транспортная авиационная дивизия (г. Мелитополь, Украинская ССР)
  - 25-й гвардейский военно-транспортный авиационный Московский полк; (сформирован в ноябре 1941 года в чувашском городе Алатырь, летчики Октябрьского аэроклуба г. Москвы)
  - 175-й военно-транспортный авиационный полк;
  - 369-й военно-транспортный авиационный полк.

- 3-я гвардейская военно-транспортная авиационная Смоленская орденов Суворова и Кутузова дивизия (г. Витебск, Белорусская ССР)
  - 110-й военно-транспортный авиационный полк (Кречевицы, под Новгородом)
  - 334-й военно-транспортный авиационный Берлинский Краснознамённый полк (Псков)
  - 339-й военно-транспортный авиационный ордена Суворова полк (Витебск)

- 12-я военно-транспортная авиационная Мгинская Краснознамённая дивизия (г. Калинин (ныне Тверь), РСФСР)
  - 8-й военно-транспортный авиационный полк (г. Калинин)
  - 81-й военно-транспортный авиационный полк (г. Иваново)
  - 566-й военно-транспортный авиационный Солнечногорский Краснознамённый ордена Кутузова полк (п. Сеща, Брянской обл.)
  - 978-й военно-транспортный авиационный полк (п. Сеща, Брянской обл., РСФСР)

- отдельные военно-транспортные авиационные полки на территории РСФСР:
  - 192-й гвардейский военно-транспортный авиационный Керченский Краснознамённый полк (г. Укурей, Забайкалье, РСФСР)
  - 708-й военно-транспортный авиационный полк (г. Таганрог, РСФСР)
  - 930-й военно-транспортный авиационный Комсомольский Трансильванский Краснознамённый полк (г. Завитинск, Амурская обл., РСФСР)
  - 194-й гвардейский военно-транспортный авиационный Брянский Краснознамённый полк им. Н.Ф. Гастелло (г. Фергана, Узбекская ССР)

### в составе ВКС России
ВТА в ВС России находится в подчинении центрального командования BBC РФ — Командование Военно-транспортной авиации (бывшая 61-я воздушная армия Верховного Главного командования) в составе ВВС РФ.
Военная ТА включает в себя Военно-транспортную авиацию (ВТА) и транспортную авиацию в составе других объединений и соединений ВВС (ВКС) России.
Последние полвека, помимо собственно ВТА, большинство военных аэродромов (авиационных воинских частей) имеют в штате один-два военно-транспортных самолёта (вертолёта) для экстренной доставки (перевозки) личного состава (так называемые «развозные»).
До 2011 года существовала также транспортная авиация в составе других объединений и соединений ВВС РФ. 
Ранее существовала транспортная авиация и в составе других видов ВС — Военно-морского флота, Ракетных войск стратегического назначения и так далее, однако в 2009—2011 гг. она была передана в состав ВВС.
На начало 2013 года Генштаб утвердил четырёхрядную структуру военно-транспортной авиации:
- лёгкий военно-транспортный самолёт (полезная нагрузка 6 тонн) в настоящий момент представлен Ан-26;
- средний военно-транспортный самолёт (полезная нагрузка 20 тонн) в настоящий момент представлен Ан-12;
- тяжёлый военно-транспортный самолёт (полезная нагрузка 60 тонн) в настоящий момент представлен Ил-76;
- сверхтяжёлый военно-транспортный самолёт (полезная нагрузка жёстко не определена) в настоящий момент представлен Ан-124.

Свою транспортную авиацию также имеет МЧС России.